# Cryphoeca silvicola
Espèce
Synonymes
- Tegenaria silvicola C. L. Koch, 1834
- Agelena hyndmannii Blackwall, 1861
- Apostenus saxatilis Ausserer, 1867

Cryphoeca silvicola est une espèce d'araignées aranéomorphes de la famille des Cybaeidae.

## Distribution
Cette espèce se rencontre en zone paléarctique.

## Description
Les mâles mesurent de 2,5 à 3,5 mm et les femelles de 2,5 à 3,9 mm.

## Publication originale
- C. L. Koch, 1834 : Arachniden. Deutschlands Insekten, Heft 122-127 (texte intégral).